# Anton Schaller
Anton Schwaller (Nottwil, 11 ottobre 1944) è un conduttore televisivo e politico svizzero.
Membro dell'Anello degli Indipendenti partito politico svizzero di centro sinistra, nel 1999 è stato membro del Consiglio Nazionale (Camera bassa) del Parlamento Federale Svizzero.